# Oliva semmelinki
Oliva semmelinki is een slakkensoort uit de familie van de Olividae. De wetenschappelijke naam van de soort is voor het eerst geldig gepubliceerd in 1891 door Schepman.